# Para volver a amar
Para volver a amar è una canzone della cantante portoricana Kany García.

## Video
Il video di Para volver a amar è stato girato in Porto Rico il 25 maggio 2010, diretto da William “Pipo” Torres. Il video fa parte di una campagna educativa della difesa delle donne in Porto Rico. Col video e la canzone, Garcia cerca di comunicare un messaggio cruciale: questa violenza sulle donne è inaccettabile. La struttura del video è molto semplice, Kany che canta su uno sfondo completamente bianco. Durante la canzone, il testo scorre in basso, e alla fine del video c'è un messaggio pubblicitario della cantante che parla degli abusi domestici.